# Sámal Soll
Sámal Kristian Soll, bedre kendt som Sámal Soll, (født 25. juni 1977 som Sámal Kristian Jacobsen i Tórshavn) er en færøsk forfatter og translatør. Han er uddannet cand. mag. i engelsk fra Aalborg Universitet i 2004. Han har arbejdet i Føroya Banki (hedder nu Bank Nordik) og har undervist i engelsk på gymnasier på Færøerne. Siden 2011 har han sammen med sin kone været selvstændig med egen virksomhed, Soll Samskifti, som arbejder med at kommunikation og oversættelse mm. Sámal Soll har oversat flere bøger fra engelsk og andre sprog til færøsk. Han har udgivet en række noveller i færøske tidsskrifter og aviser. I 2005 vandt hans novelle Ver ikki bangin (Vær ikke bange) sammen med en anden vinder, en novelle konkurrence, som Færøernes Lærerforenings Forlag (Bókadeild Føroya Lærarafelags) arrangerede. I 2011 modtog han halv-årigt arbejdslegat fra Færøernes Kulturfond (Mentanargrunnur Landsins).
I 2015 blev hans først novellesamling, Glasbúrið - 19 stuttsøgur, udgivet af forlaget Sprotin. Fire år senere, i 2019, udgav samme forlag hans næste novellesamling, VIRUS.

### Bøger
- 2019 - VIRUS - 13 søgur, Sprotin, 140 sider, ISBN 978-99972-1-358-7
- 2015 - Glasbúrið - 19 stuttsøgur, Sprotin, 152 síður, ISBN 978-99972-1-159-0

### Noveller
- 1997 - Gleðisdagur, udgivet i Birting,
- 2001 - Eg og mítt spøkilsi, udgivet i Russiskur dansur, Dimmalætting
- 2001 - Glasbúrið, udgivet i Russiskur Dansur, Dimmalætting
- 2001 - 10-ára broytingin, udgivet i Russiskur Dansur, Dimmalætting
- 2006 - Ver ikki bangin udgivet i Spøkilsið sum flenti, BFL, 2006 (udgivet på 8 sprog)
- 2006 - Bókabøðil udgivet i Vencil 1 og i Mín jólabók.
- 2007 - Marrubókin udgivet i Vencil 3.
- 2012 - Ein sonn søga udgivet i Vencil 12.
- 2013 - Glasbúrið, í: Føroyskt miðnám 1, Nám
- 2014 - Ring boð, í: Varðin, (stuttsøga)
- 2015 - Glasbúrið - 19 stuttsøgur, bog med 19 noveller, Sprotin, 152 sider, ISBN 978-99972-1-159-0
- 2017 - Veitst tú hvat: Vencil 18, 2017

### Historier for børn
- 2006 - Jólini hjá Hugnamúsini udgivet i Mín jólabók, (historie for børn)
- 2008 - Vættrahúsið udgivet i Mín jólabók, (adventshistorie)
- 2009 - Jólini í nýggju húsunum udgivet i Mín jólabók, 2009 (adventssøga)
- 2010 - Tá ið Hvítamús hvarv úr Músadalinum udgivet i Mín jólabók, 2010
- 2011 - Føðingardagurin hjá Hugnamúsini udgivet i Mín Jólabók 2011
- 2012 - Hin óargaligi kavamaðurin udgivet som adventshistorie i 4 dele i Mín jólabók, historien blev også læst højt i Færøernes Radio.
- 2013 - Villamús fer í grind udgivet i Mín jólabók, 2013[2]
- 2013 - Spøkilsið í lærarastovuni udgivet i Mín jólabók, 2013
- 2017 - Hundalív á jólum, udgivet i Mín Jólabók 2017
- 2019 - Tjóvurin í fimleikahøllini, udgivet i Mín jólabók 2019

### Videnskabelige værk
- 2005 - Mythical Realism - The Role of Mythology in Magical Realism: A Case Study of Salman Rushdies The Ground Beneath Her Feet. Working Papers. Department of Languages and Intercultural Studies, Aalborg University.

### Oversættelser

#### Bøger
- Martin Widmark: Gistingarhúsgátan, Bókadeild Føroya Lærarafelags (BFL), 2006
- Martin Widmark: Gimsteinagátan, BFL, 2006
- Martin Widmark: Sirkusgátan, BFL, 2006
- Flere forfattere: Spøkilsið, sum flenti, BFL, 2006
- Martin Widmark: Kaffistovugátan, BFL, 2007
- Martin Widmark: Mumiugátan, BFL, 2007
- Martin Widmark: Biografgátan, BFL, 2007
- Martin Widmark: Tokgátan, BFL, 2008
- Martin Widmark: Blaðgátan, BFL, 2008
- Martin Widmark: Skúlagátan, BFL, 2009[3]
- Martin Widmark: Gullgátan, BFL, 2010[4]
- Emily Bone: Ungar hjá djórum, BFL, 2018

#### Noveller
- Ernest Hemingway: Indiánaralega, Varðin, 70, 2003
- Ernest Hemingway: Læknin og kona læknans, Varðin, 70, 2003
- Ernest Hemingway: Okkurt endar, Varðin, 70, 2003
- Ernest Hemingway: Stormur í tríggjar dagar, Skái, 2003
- Kazuo Ishiguro: Ein húskisnátturði, Skái, 2003
- Frank Moorhouse: Francois og fiskabeinstilburðurin, Skái, 2004
- Ernest Hemingway: Á keiini í Smyrna, Skái, 2006
- Ernest Hemingway: Ketta í regni, Skái, 2006
- Jonathan Lethem: Spreyið, Skái, 2006
- Stephen King: Maðurin í svørtum klædningi, Varðin, 2013[5][6]
- Julian Gough: iHolið, Varðin, 2016
- Julian Gough: Mindecraft endayrking, Varðin, (digt), 2016
- Margaret Atwood: Lukkuligir endar, Vencil 19, 2018

## Hæder
- 2011 - Modtog halv-årigt arbejdslegat fra Færøernes Kulturfond (Mentanargrunnur Landsins)
- 2005 - Novellen "Ver ikki bangin" blev valgt som en af to vindere til novellekonkurrence, som Lærerforeningens forlag Bókadeild Føroya Lærarafelags arrangerede.